# Mali Bošnjak
Mali Bošnjak (cyr. Мали Бошњак) – wieś w Serbii, w okręgu maczwańskim, w gminie Koceljeva. W 2011 roku liczyła 236 mieszkańców.